# Boney NEM
Boney NEM (transl. Бони НЕМ) es un grupo ruso de Death Metal originario de Moscú famoso por sus covers en los que se parodia canciones de los años 70 y 80 con toques metaleros.
La banda está formada por Kiril Nemolyaiev como vocalista y Alexandr Gudvin, Anatoliy Natarovskiy, Nikolai Golubev, Arkadiy Lebedev y Tatiana Yatsenko.
La banda se fundó en 1993.

## Discografía
- Melodi i ritmi zarubezhnoiy estrady (1995)
- Melodi i ritmi zarubezhnoiy estrady-2 (1997)
- Ni "be" ni "me" ili v mire zhivotnyj (2000)
- The Very Best of Greatest Hits (2001)
- V Vologde-gde (2001)
- Dyen pobedy (2003)
- Romantic Collection (2003)
- Krainaya plot (2005)
- Ispodneie (2005)
- Nas ne dogonyat (2006)
- Tyazhiolyie pesni o glavnom-1 (2007)
- Izbityie raritety (2007)
- Tyazhiolyie pesni o glavnom-2 (2008)